# Boston Common
El Boston Common (también conocido como "el Common") es un parque público en el centro de Boston (Estados Unidos). A veces se le llama erróneamente "Boston Commons".  Es uno de los parques urbanos más antiguos de los Estados Unidos ya que se construyó en 1634. El Boston Common cubre 20 hectáreas de tierra rodeadas por las calles Tremont Street, Park Street, Beacon Street, Charles Street y Boylston Street. El Common forma parte del conjunto de parques conocido como el Collar de Esmeraldas que se extiende hace desde el Common hacia el sur hasta el parque Franklin en Roxbury. Un centro para los visitantes de todo Boston se encuentra en la entrada al parque por la calle Tremont.
El Cementerio Central de Boston se encuentra en la calle Boylston tocando al Boston Common. Ahí se encuentran las tumbas del artista Gilbert Stuart y del compositor William Billings. También se encuentran enterrados aquí Samuel Sprague y su hijo Charles Sprague, uno de los primeros poetas estadounidenses. Samuel Sprague participó en el Motín del té y peleó en la Guerra de Independencia de los Estados Unidos.

## Enlaces externos

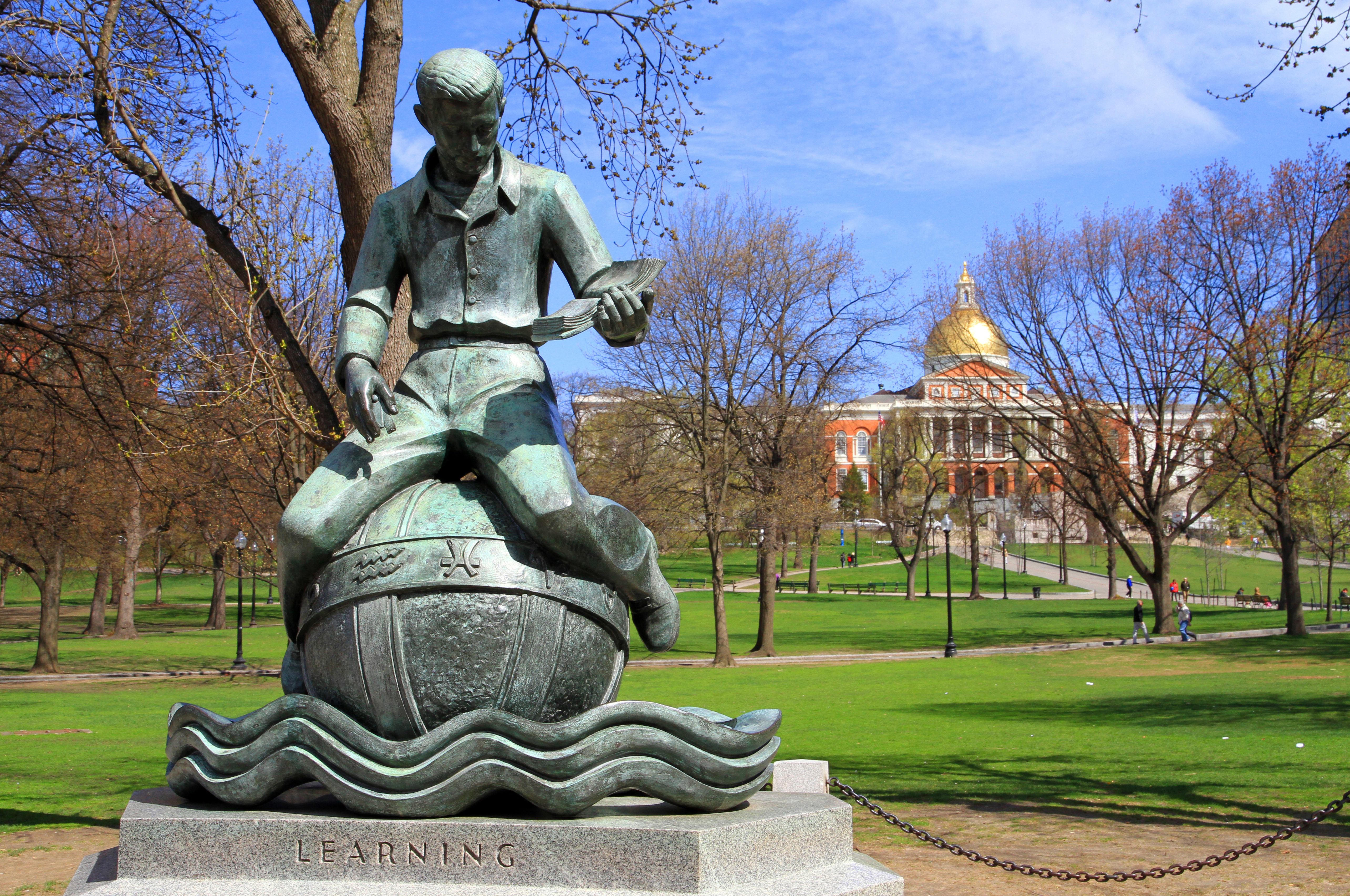
Boston Common

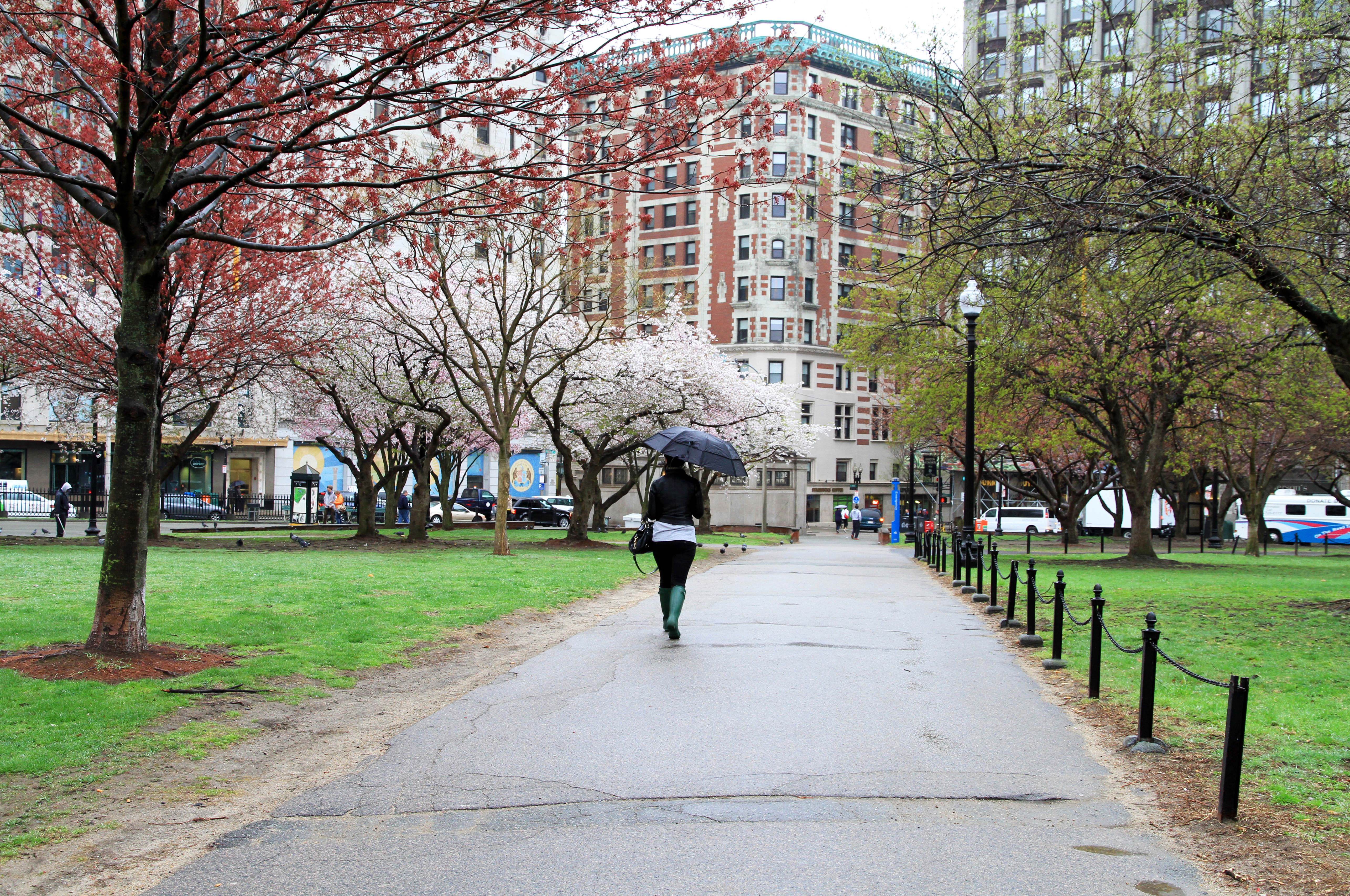
Boston Common

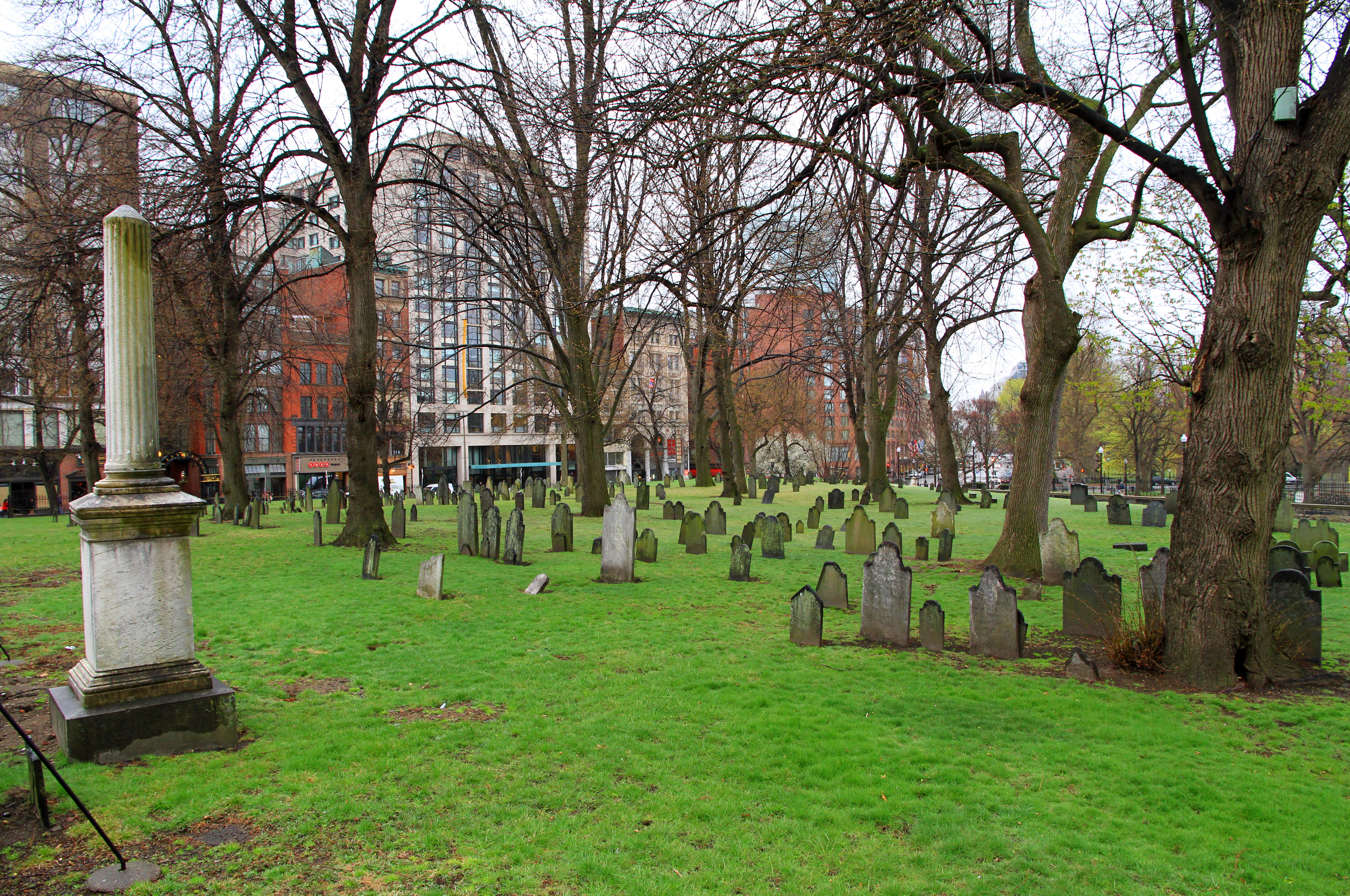
Cementerio Central

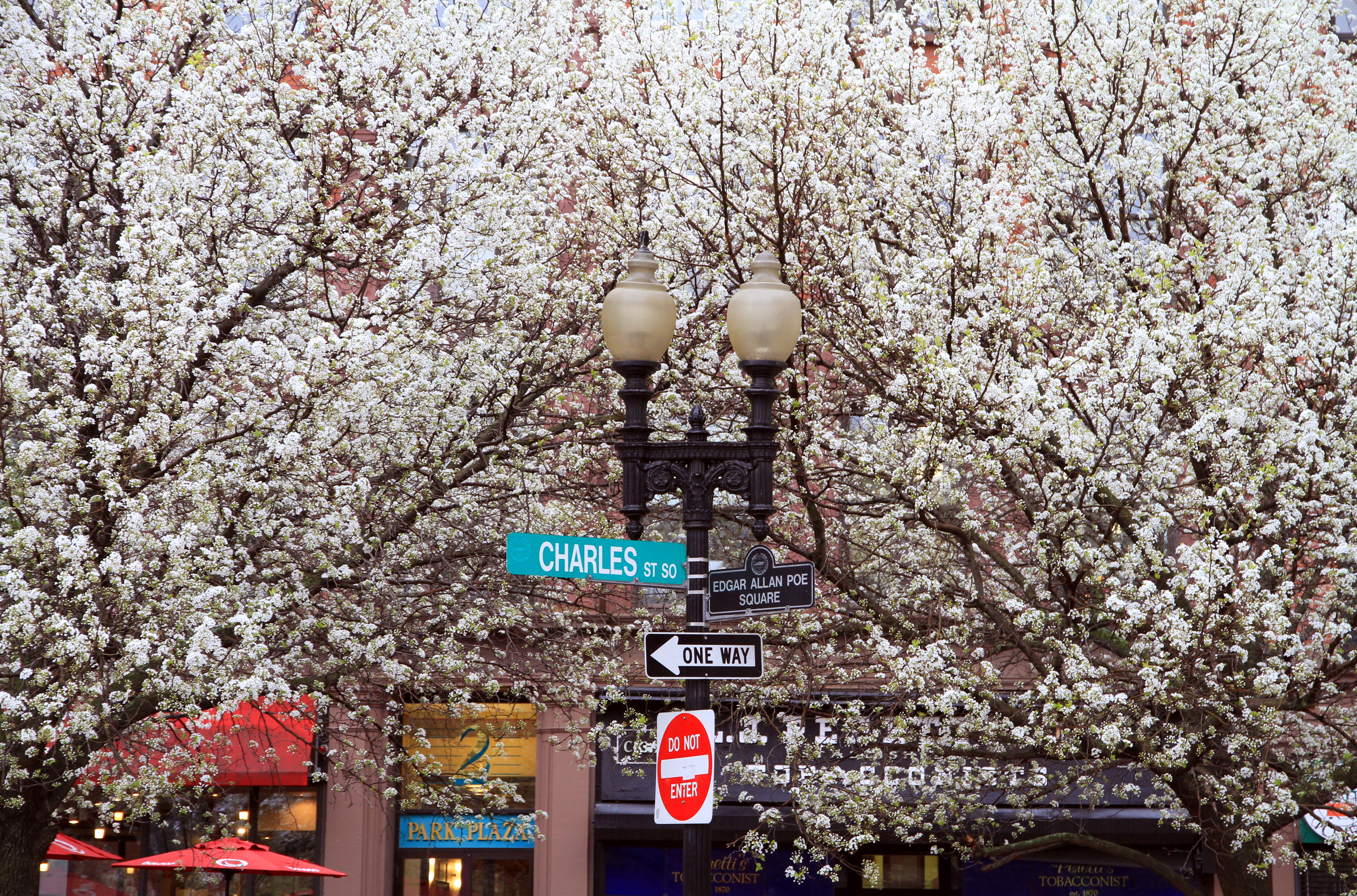
Calle Charles y Plaza Edgar Allan Poe